# Magnus Jakob Alopaeus
Magnus Jakob Alopaeus, född 16 december 1743 i Leppävirta, död 8 augusti 1818 i Borgå, var en finländsk teolog, lektor i teologi vid Borgå gymnasium, domprost och sedermera biskop i Borgå 1809.

## Biografi
Alopaeus fick Alexander I:s uppdrag att förändra den kyrkliga verksamheten. Alopaeus utarbetade också förslag till Borgå gymnasiums omvandling till universitet, detta eftersom man ansåg att Åbo universitet var för rationalistiskt.